# Ґміна Поляниця
Ґміна Поляниця — об'єднана сільська ґміна Долинського повіту Станіславського воєводства Польської республіки в 1934–1939 рр. Центром ґміни було село Поляниця.
Ґміну Поляниця було утворено 1 серпня 1934 р. у межах адміністративної реформи в ІІ Речі Посполитій із тогочасних сільських ґмін: Бряза, Бубнище, Поляниця, Сукіль і Тисів.
17 січня 1940 року ґміна була ліквідована, а територія увійшла до новоствореного Болехівського району. 